# Städtisches Theodolinden-Gymnasium
Das Städtische Theodolinden-Gymnasium (TLG) ist ein Gymnasium in München-Harlaching. Es trägt diesen Namen nach der bayerischen Herzogin und Königin der Langobarden Theodolinde seit dem Jahr 1960.

## Lage und Geschichte
Die Schule ist aus dem früheren Städtischen Mädchen Realgymnasium hervorgegangen, das im Jahr 1939 gegründet wurde, nachdem die seit 1843 von den Armen Schulschwestern von unseren lieben Frau geführte Mädchenschule (Angerkloster) auf Druck der nationalsozialistischen Führung seit 1936 sukzessive ihren Dienst einstellen musste. Im Jahre
1956 bezog die Schule das auch heute noch genutzte Gebäude am Staudengarten. Seit 1977 wird das bis dahin nur Mädchen vorbehaltene Realgymnasium koedukativ geführt. Seit 1999 ist das Theodolinden-Gymnasium Partnerschule des Leistungssports mit jeweils einer Sportklasse pro Jahrgang.
Die Schulgebäude liegen auf einem weitläufigen Gelände, auf dem sich auch die Grundschule an der Rotbuchenstraße befindet. Das Gebäude wurde 1935/36 als Schule für die zeitgleich entstandenen Wohnsiedlungen an der Grünwalder und Naupliastraße erbaut und nach dem 1935 verstorbenen nationalsozialistischen Kultusminister Hans Schemm benannt. Nach dem Krieg wurden die unzerstörten Gebäude von den US-Amerikanern requiriert und erst 1956 der Stadt zurückgegeben. Die Schule erhielt im Jahr 2008 eine schuleigene Mensa. Die neue Sporthalle wurde 2015 fertiggestellt. Die Planungen für einen notwendigen Erweiterungsbau wurden 2025 eingestellt und ruhen bis mindestens 2028.

## Ausbildungsrichtungen
- Wirtschafts- und Sozialwissenschaftliches Gymnasium mit sozialwissenschaftlichem Profil (WSG-S): Englisch (ab 5. Kl.), Französisch (ab 6. Kl.), Sozialkunde und Sozialwissenschaftliche Grundbildung (ab 8. Kl.)
- Sprachliches Gymnasium (SG / koedukativ): Englisch (ab 5. Kl.), Latein (ab 6. Kl.), Französisch (ab 8. Kl.),
- Sportwissenschaftliches Gymnasium (koedukativ, Fußball): Englisch (ab 5. Kl.), Französisch (ab 6. Kl.), Sport und Sporttheorie  als Profilfach (ab 8. Kl.)

## Pädagogische Angebote
- offene Ganztagsbetreuung bis 16.15 Uhr (Mo–Do)
- Mittagessen in der schuleigenen Mensa
- qualifizierte Hausaufgabenbetreuung bzw. Förderunterricht durch Lehrkräfte der Schule (Klassen 5–8)
- mehrwöchige Betriebspraktika (10) bzw. Trainerlehrgänge (Kl. 10 und 11)
- Austauschprogramme mit Frankreich, Italien, Russland und Schottland
- Schulbibliothek mit eigener Bibliothekarin
- zwei Theatergruppen

## Besonderheiten
- Russischunterricht für Anfänger (als Rezeptivkurs) und Muttersprachler bis hin zur Abiturprüfung
- Einführungsklasse 10 für Realschulabsolventen
- Partnerschule des FC Bayern München und vom DFB als Eliteschule des Fußballs zertifiziert.[5]

## Bekannte Absolventen
- Adrian Fein (* 1999), Fußballspieler
- Philipp Franck (* 2001), Schauspieler
- Ludwig Hoegner (* 1979), Photogrammeter und Informatiker
- Collin McMahon (* 1968), Autor, Drehbuchautor und Übersetzer
- Maximilian Wittek (* 1995), Fußballspieler
- Markus Ziereis (* 1992), Fußballspieler
- Christopher Schindler (* 1990), Fußballspieler